# Diane Downs
 (mars 2020).
Elizabeth Diane Frederickson Downs, née le 7 août 1955 à Phoenix, est une meurtrière américaine.

## Biographie
Elle a été déclarée coupable d'avoir tiré sur ses trois enfants, tuant l'un d'eux et en blessant grièvement deux autres, en mai 1983. Après la fusillade, Downs a indiqué à la police qu'un inconnu avait tenté de lui voler sa voiture près de Springfield et avait tiré sur les enfants. Confondue par la police, elle a été jugée en 1984 et condamnée à la prison à vie. Les psychiatres ont diagnostiqué chez elle des troubles de la personnalité narcissique, histrionique et antisocial.

## Postérité
Elle est le sujet d'un livre d'Ann Rule intitulé On a tué mes enfants et d'un téléfilm du même nom réalisé par David Greene. L'actrice Farrah Fawcett qui y interprète Diane Downs a été nommée pour le Golden Globe de la meilleure actrice dans une mini-série ou un téléfilm lors de la 47e cérémonie.

#### Ouvrage
- Ann Rule, On a tué mes enfants.

#### Documentaires télévisés
- « Attraction fatale » (milieu du reportage) dans Suspect n° 1 sur TMC, rediffusé sous le titre « Fatale attraction » le 18, 25 et 29 janvier, 2 février, 7, 14 et 22 juin, 9 juillet 2014, 28 février, 7 et 15 mars et 1er avril 2015, 5 et 19 novembre et 4 décembre 2016, 2 et 10 décembre 2017 dans Chroniques criminelles sur NT1.
- « Diane Downs » dans Portraits de criminels sur RMC Story.